# Talis povolnyi
Talis povolnyi là một loài bướm đêm trong họ Crambidae.